# Boutancourt
Boutancourt era una comuna francesa situada en el departamento de Ardenas, de la región del Gran Este, que el 1 de enero de 2019 pasó a ser una comuna delegada de la comuna nueva de Flize.

## Demografía
| 350 | 334 | 280 | 275 | 246 | 281 | 278 | 283 |
| Para los censos de 1962 a 1999 la población legal corresponde a la población sin duplicidades (Fuente: INSEE [Consultar]) |     |     |     |     |     |     |     |